# Karkliniai
Karkliniai (ryska: Карклиняй) är en ort i Litauen. Den ligger i den sydvästra delen av landet, 140 km väster om huvudstaden Vilnius. Karkliniai ligger 93 meter över havet och antalet invånare är 485.
Terrängen runt Karkliniai är platt. Runt Karkliniai är det ganska glesbefolkat, med 43 invånare per kvadratkilometer. Närmaste större samhälle är Marijampolė, 12,4 km öster om Karkliniai. Trakten runt Karkliniai består till största delen av jordbruksmark.